# Hilversum
Hilversum är en kommun i centrala Nederländerna i provinsen Noord-Holland, omkring 30 km sydost om Amsterdam. Staden har en area på 46,24 km² (av vilket 0,65 km² utgörs av vatten) och en folkmängd på 83 626 invånare (2004). I staden finns en stor del av Nederländernas mediabransch, bland annat Endemol. 
Eurovision Song Contest 1958 sändes den 12 mars 1958 från AVRO-Studios i Hilversum, i och med att Nederländerna året innan hade vunnit med låten "Net als toen". 
Hilversum var värdstad för Eurovision: Europe Shine a Light den 16 maj 2020 som ersatte Eurovision Song Contest 2020, som ställdes in på grund av coronaviruspandemin.